# Joanna Filipczyk-Topolnicka
Joanna Filipczyk-Topolnicka (ur. 10 września 1969 w Opolu) – dyrektorka Galerii Sztuki Współczesnej w Opolu, doktor nauk humanistycznych w zakresie nauk o sztuce.

## Życiorys
Ukończyła jednolite studia pięcioletnie magisterskie na kierunku historia sztuki na Uniwersytecie Wrocławskim. Następnie ukończyła studia podyplomowe na kierunku menadżer kultury (Uniwersytet Ekonomiczny w Katowicach). Tytuł doktora nauk humanistycznych w zakresie nauk o sztuce uzyskała na Uniwersytecie Wrocławskim.
Od 1994 roku pracowała w Muzeum Śląska Opolskiego. Przez 26 lat, do momentu zakończenia pracy w muzeum, pracowała m.in. jako szefowa Działu Sztuki, na stanowisku kustosza dyplomowanego oraz jako autorka wystaw stałych. Od roku 2020 dyrektorka Galerii Sztuki Współczesnej w Opolu.
Zainteresowania badawcze Joanny Filipczyk-Topolnickiej koncentrują się wokół opolskiego środowiska artystycznego.

## Działalność kuratorska
- „Miejska legenda – DEkonstrukcja/REkonstrukcja”[2]
- „Świat z ulicy poprzecznej”[3]
- „Cora, Asteroid i inne. Eryka Trzewik-Drost, Jan Sylwester Drost – porcelana i szkło”[4]
- „Projektanci – na Śląsku Opolskim/ ze Śląska Opolskiego”[5]

## Publikacje
Z opolskiego rocznika muzealnego:
- „Jan Buk”
- „50 lat Związku Artystów Plastyków w Opolu 1954-2004”
- „Mistrzowie. Prace artystów – nauczyciele Państwowego Liceum Sztuk Plastycznych ze zbiorów Muzeum Śląska Opolskiego”
- „Ryszard Kowal (1934-2002)”
- „Marian Szczerba i uczniowie”
- „Laureaci Nagrody im. Cybisa”
- „Jerzy Panek – ze zbiorów i we współpracy z Muzeum Narodowym w Krakowie”
- „Kazimiera Lejman (1938-2006)”
- „Do kolekcji...”
- „Przedwojenne dokumenty Jana Cybisa w zbiorach Muzeum Śląska Opolskiego”
- „Rzeźba dla wszystkich: wystawy rzeźby plenerowej na Placu Wolności w Opolu (1963-1968)”
- „Dział sztuki”
- „Obchody 100-lecia Związku Artystów Plastyków z udziałem Muzeum Śląska Opolskiego w Opolu”
- „Krzysztof Bucki: malarstwo”
- „Leon Tarasewicz: malarstwo”
- „Hanna Rudzka-Cybisowa: malarstwo”
- „Tadeusz Dominik: malarstwo, Galeria Muzeum Śląska Opolskiego w Opolu”
- „Bestiarium Wilkonia”
- „Laureaci Nagrody im. Cybisa”
- „Joanna Przybyła, „Dążąc do światła”, czyli „wycinek ze świata natury” w Muzeum Śląska Opolskiego”.

Pozostałe publikacje:
- „Sztuka na peryferiach. Opolskie środowisko plastyczne 1945-1983.”